# Riffel (Ennstaler Alpen)
Die Riffel (auch Riffl oder Rifflspitz, nicht zu verwechseln mit der Hohen Riffl oder den Riffelspitzen) ist ein 2106 m ü. A. hoher Berg in den Gesäusebergen im österreichischen Bundesland Steiermark.

## Lage und Umgebung
Die Riffel liegt in der Reichensteingruppe nordwestlich der bekannten Gipfel Admonter Kalbling und Sparafeld. Zusammen mit dem westlich anschließenden Kreuzkogel (2011 m) bildet sie ein kleines Massiv, das ringsum von Karen und Felswänden geprägt ist. Im Norden liegen Gamskarl und Bärenkar, im Süden Roßkar und Eisloch.
Der Übergang zum Kalbling über das Grüberach (ca. 1980 m) gestaltet sich hingegen als sanfter Rasenhang. Vorgelagert sind Kreuzkogel und Riffel Hahnstein (1697 m) und Schildmauer (1667 m) im Westen sowie der Lärchkogel (1664 m) im Norden. Südlich des Berges liegt die Klinke-Hütte.

## Geologie und Geomorphologie

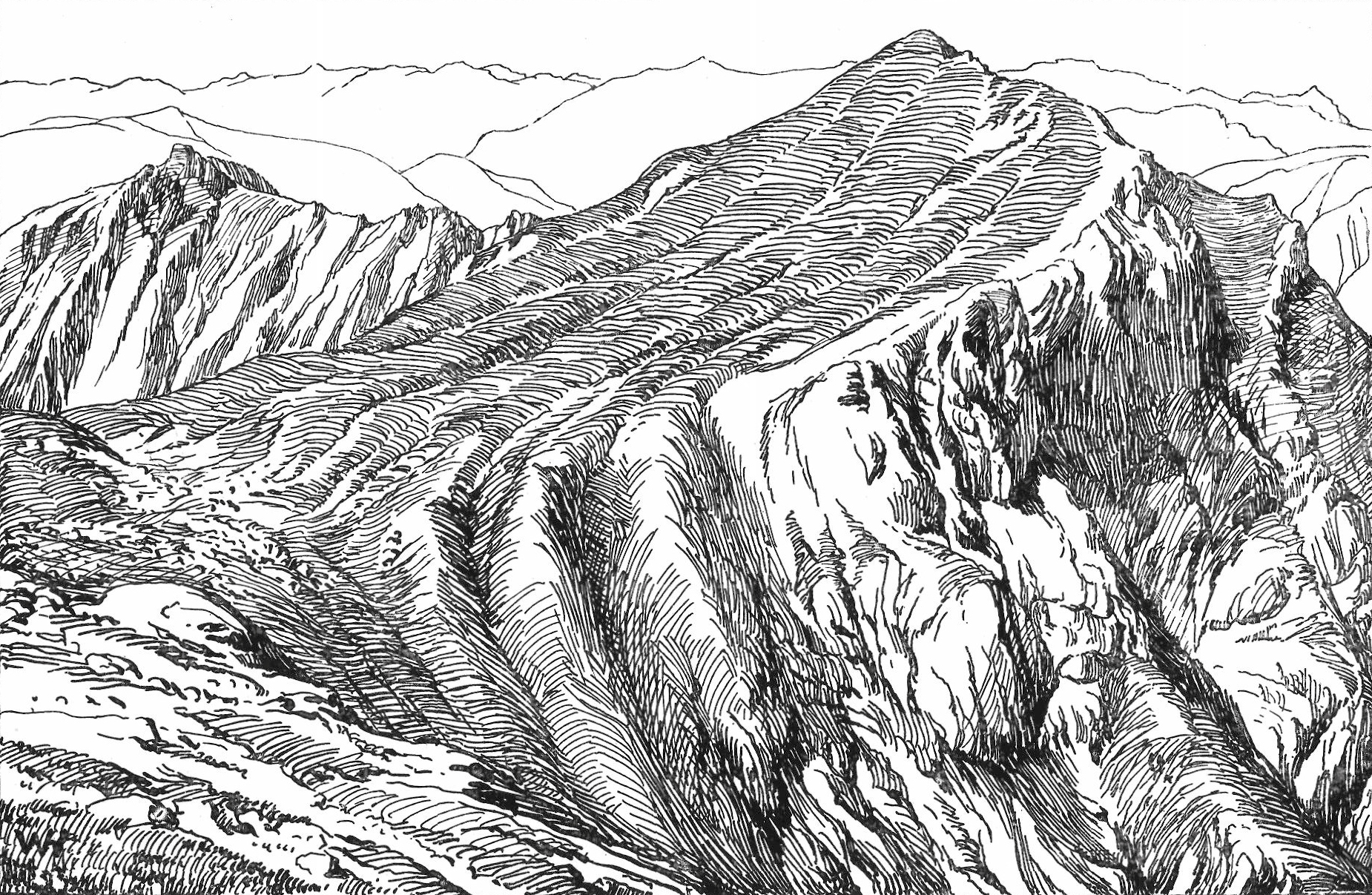
Federzeichnung von W. Hammer

Die Riffel ist typisch für die Gesäuseberge aus Hauptdolomit aufgebaut, der an der Nordseite von aufgeschlossenem Wettersteinkalk überlagert wird. Der Dachsteinkalk, dem die höchsten Gesäuse-Gipfel (u. a. das Hochtor) ihre imposante Erscheinung verdanken, tritt lediglich an der Nordseite des Kreuzkogels auf. Der Nordfuß der Riffel wurde vom Ennsgletscher geprägt, der in der Würm-Kaltzeit im Raum Admont immerhin eine Dicke von 400 bis 500 Meter besaß. Die Endmoräne ist durch zahlreiche erratische Blöcke klar erkennbar. Das Riffel-Massiv ist rundherum von den fossilreichen Raibler Schichten umzogen. Alexander Bittner fand auf der Südseite der Riffelschneide Vertreter der Muschelgattung Cardita sowie Exemplare der Seeigelart Cidaris dorsata.
Während Nord- und Südseite des Berges, von Karen und Furchen durchsetzt, schroff ins Tal abfallen und einen Grat zum Kreuzkogel bilden, zeigt sich östlich eine auffällige Verflachung. Bei dieser Rasenmulde handelt es sich um eine erosiv freigelegte tertiäre Landfläche, wie sie etwa auch am Großen Buchstein auftritt. Diese ist im Bereich der Riffel in Hauptdolomit, an Kalbling und Sparafeld in Dachsteinkalk eingeschnitten. Otto Ampferer beschrieb diese Plateaus treffend als „geschonte“, von „lebhaft kämpfenden Furchen eingeschlossene Gehege alter Flächen“ bzw. „von Stürmen kahl gefegte Flächen“.

## Aufstieg
Der Aufstieg zur Riffel kann über zwei Seiten erfolgen. Am einfachsten erreicht man den Gipfel von der Klinke-Hütte in 1¾ Stunden. Der Anstieg unterhalb der Kalbling-Westwand ist ident mit jenem zu Kalbling und Sparafeld und erfordert zumindest Trittsicherheit sowie ein Mindestmaß an Schwindelfreiheit.
Ein anspruchsvollerer Zustieg erfolgt über den Kreuzkogel von Westen. Hierfür können wahlweise die Klinkehütte, die Kaiserau oder für Konditionsstarke Admont als Ausgangspunkt dienen. Bei letzterem erfolgt der Zustieg über eine Variante des Nordalpenwegs (Österreichischer Weitwanderweg 01). Der Grat zwischen Kreuzkogel und Riffel (Riffelgrat) ist als versicherter Klettersteig (Schwierigkeit A/B) ausgebaut und nur trittsicheren und schwindelfreien Wanderern zu empfehlen. Bei Schneelage ist von diesem Weg abzuraten.